# T Sagittarii
T Sagittarii är en pulserande variabel av Mira Ceti-typ i stjärnbilden Skytten. 
Stjärnan varierar mellan visuell magnitud +7,1 och 12,9 med en period av 396 dygn.